# August Joseph Altenhöfer
August Joseph Altenhöfer (* 14. März 1804 in Kissingen; † 12. Mai 1876 in Augsburg) war ein deutscher Übersetzer, Journalist und Herausgeber der „Allgemeinen Zeitung“ in Augsburg.

## Leben
Nach seinem Studium an der Julius-Maximilians-Universität Würzburg war Altenhöfer im Jahr 1832 zunächst Aushilfsassistent am Gymnasium in Augsburg.
Zum 1. Januar 1833 wurde er leitender Redakteur der Augsburger Postzeitung, die seinerzeit von Joseph Anton Moy gedruckt und verlegt wurde, später auch Redakteur und stellvertretender Herausgeber der „Allgemeinen Zeitung“, deren Herausgeber er schließlich von 1865 bis 1869 war. Altenhöfer gilt als Autor des Vormärz.
Der schottische Essayist und Historiker Thomas Carlyle (1795–1881) schrieb am 1. Juli 1840 aus Chelsea (London) an seinen jüngeren Bruder John Aitken Carlyle (1801–1879) über Altenhöfer: „Ein gewisser aus Augsburg stammender Deutscher … Herausgeber der “Augsburg Gazette”, kommt heute Abend zum Tee. … Er ist ein blonder, typisch deutsch aussehender, sehr solider, bescheiden wirkender Mann; ich mag ihn …“